# Ларин, Георгий Иванович
Георгий Иванович Ларин (1935, Москва — 2018) — советский гандболист, тренер. Двукратный чемпион СССР, заслуженный тренер РСФСР.

## Биография
Родился в 1935 году в Москве.
Окончил Московский инженерно-физический институт, впоследствии работал инженером вычислительного центра АН СССР.
Во время учёбы в институте начал заниматься гандболом, играл за студенческую команду МИФИ. В 1961 году в составе команды «Труд» завоевал золото чемпионата СССР. В 1966 году, с той же командой, которая была переименована в «Кунцево», снова стал чемпионом СССР.
С 1967 года перешёл на тренерскую работу. В 1967—1980 работал с «Кунцево», в 1982—1984 — ЦСКА, в 1987—1991 — главный тренер женского клуба «Луч».
Георгий Ларин тренировал и женскую сборную СССР. В 1990 году на чемпионате мира в Сеуле сборная СССР под руководством Александра Тарасикова и Георгия Ларина завоевала золото, а на Олимпийских играх 1992 года заняла третье место.
Также тренировал сборную Сирии и юношескую сборную Исландии.